# Македонський гусарський полк
 Македонський гусарський полк — військове кінне формування (гусарський полк) та адміністративно-територіальне утворення Російської імперії, яке існувало (з перервами) в 1759—1783 роках.

## Історія полку
Полк сформовано з біженців з австрійської Македонії. 9 березня 1759 року начальник Новосербського корпусу генерал-поручик Іван Самійлович Хорват за указом імператриці Єлизавети Петрівни сформував поселений Македонський гусарський полк. Роти полку розміщувалися в шанцях.
26 липня 1761 року Македонський гусарський полк і Болгарський гусарський полк об'єднані в Македонський гусарський полк, з причини малої кількості особового складу в полках.
10 травня 1763 року указом імператриці Катерини II, Македонський гусарський полк розформовано, а його особовий склад розподілений по Молдавському і Сербському гусарським полкам.
24 грудня 1776 в числі дев'яти полків, створених на території Азовської і Новоросійської губернії для захисту південних кордонів у зв'язку зі скасуванням Запорізької Січі, з кадру скасованих кавалерійських частин сформований новий поселений Македонський гусарський полк шостиескадронного складу.
28 червня 1783 року переформований на створення Олександрійського легкокінного полку.